# 亚历克斯·戈麦斯
亚历克斯·戈麦斯（西班牙語：Aleix Gómez，1997年5月7日—），西班牙男子手球运动员。他曾代表西班牙国家队参加2020年夏季奥林匹克运动会男子手球比赛，获得一枚铜牌。